# Myeloconis fecunda
Myeloconis fecunda är en lavart som beskrevs av P.M. McCarthy & Elix 1996. Myeloconis fecunda ingår i släktet Myeloconis och familjen Myeloconidiaceae.   Inga underarter finns listade i Catalogue of Life.